# قشلاق اینالی صمد
قشلاق اینالی صمد یک روستا در ایران است که در استان اردبیل واقع شده‌است. قشلاق اینالی صمد ۵۵ نفر جمعیت دارد.